# NGC 4499
NGC 4499 este o galaxie spirală situată în constelația Centaurul. A fost descoperită în 5 iunie 1834 de către John Herschel. Se află la o distanță de 60,95 de megaparseci de Pământ.